# 4Minute World
4Minute World là EP thứ năm của nhóm nhạc nữ Hàn Quốc 4Minute. EP được phát hành vào ngày 17 tháng 3 năm 2014 với bài hát chủ đề là "Whatcha Doin' Today".

## Quảng bá và phát hành
Vào ngày 8 tháng 3 năm 2014, bài hát chủ đề “Whatcha Doin' Today” được xác nhận bởi công ty chủ quản.ĐĨa đơn của bài hát được phát hành vào ngày 16 tháng 3 với tựa đề "오늘 뭐해 (Whatcha Doin' Today)", tới ngày 17 tháng 3, EP được phát hành.
"Whatcha Doin' Today" đạt vị trí thứ nhất trên bảng xếp hạng tuần của Gaon Digital Chart và thứ tư trên Billboard Korea K-Pop Hot 100.
Ngày 18 tháng 6 năm 2014 nhóm phát hành video cho bài hát "Thank You" nhằm kỷ niệm 5 năm ra mắt công chúng.

## Danh sách bài hát
| STT              | Nhan đề                                                                               | Phổ lời                                | Phổ nhạc                             | Arrangement                                           | Thời lượng |
| ---------------- | ------------------------------------------------------------------------------------- | -------------------------------------- | ------------------------------------ | ----------------------------------------------------- | ---------- |
| 1.               | "Wait a Minute"                                                                       | Lim Sang-hyuk, Astro Z, Ludwig Lindell | Lim Sang-hyuk Astro Z, Daniel Caesar | Lim Sang-hyuk, Astro Z, Daniel Caesar, Ludwig Lindell | 03:10      |
| 2.               | "Whatcha Doin' Today" (오늘 뭐해; Oneul Mwohae)                                       | Brave Brothers                         | Brave Brothers, Elephant Kingdom     | Brave Brothers, Elephant Kingdom, Lee Jeong-min       | 03:26      |
| 3.               | "I'll Teach You" (알려 줄게; Allyeo Julgye) (Nam Ji-hyun, Jeon Ji-yoon, Kwon So-hyun) | ESNA                                   | Seo Jae-woo, ESNA                    | Seo Jae-woo                                           | 03:08      |
| 4.               | "Come In" (들어와; Deureowa) (Kim HyunA, Heo Ga-yoon)                                 | Park Soo-seok, Park Eun-woo, Sleepy    | Park Soo-seok, Park Eun-woo          | Park Soo-seok                                         | 03:34      |
| 5.               | "Thank You:)" (고마워; Gomawo)                                                        | Kwon So-hyun, Kim Hyuna, Seo Jae-woo   | Seo Jae-woo, Ferdy                   | Seo Jae-woo, Ferdy                                    | 03:54      |
| Tổng thời lượng: | Tổng thời lượng:                                                                      | Tổng thời lượng:                       | Tổng thời lượng:                     | Tổng thời lượng:                                      | 17:00      |

## Xếp hạng

### Album
| Bảng xếp hạng            | Vị trí cao nhất |
| ------------------------ | --------------- |
| Gaon Weekly album chart  | 2               |
| Gaon Monthly album chart | 15              |

### Doanh số và chứng nhận
| Bảng xếp hạng       | Doanh số |
| ------------------- | -------- |
| Gaon physical sales | 11.231   |